# Opiona exigua
Opiona exigua är en mångfotingart som beskrevs av Gardner och Shelley 1989. Opiona exigua ingår i släktet Opiona och familjen Caseyidae. Inga underarter finns listade i Catalogue of Life.